# 譚文就綁架案
譚文就綁架案發生於2002年4月28日，是澳門特別行政區成立後其中一件轟動一時的重大刑事案件。澳門練馬師譚文就在其寓所被一群匪徒擄走並將其收藏在俾利喇街粵華廣場的一個單位內，且對其進行虐待。綁匪向譚的家人勒索贖金1000萬港元，後減至300萬港元。綁匪收到贖金後將譚文就釋放。後澳門警方經調查後先後拘捕多人，並起回贖金。

## 各人背景

### 綁匪
該案共有5人參與了綁架案，當中以謝潤源為主謀，他與譚是相識的。謝潤源早有綁架譚的計畫，伙同柯文溪(涉及澳門多宗綁架案)及其女友劉雪響、持雙程證來澳的李建立及一叫「阿輝」的男子，合謀策劃綁架譚文就。

### 人質
被綁架的人質為澳門練馬師譚文就，曾在香港擔任騎師，在港策騎期間共取得116場頭馬。他曾因涉及楊元龍造馬案被香港馬會停牌及被判監, 後加入澳門馬圈, 並於2001年獲澳門賽馬會發出練馬師牌照。 譚於案發前在澳門從練取得75場頭馬。

## 犯案經過
2002年4月28日下午約5時，譚文就回寓所時被一夥蒙面持械綁匪劫持入屋，其中一位綁匪(後證實為柯文溪)拔槍指嚇譚的頭部，繼而綑綁譚的手腳，並搶去其身上兩部手提電話及數千元現金。及後，綁匪挾持事主到俾利喇街粵華廣場的一個單位內，且對其進行虐待，譚的六條肋骨被綁匪打斷。綁匪多番迫令譚致電家人及朋友籌集1000萬港元贖金。經討價還價，始將贖金降至300萬元。綁匪在俾利喇街與高士德馬路附近收到贖金後於4月30日凌晨於紅街市釋放譚文就。
澳門賽馬會在得知譚文就被綁匪綁架後向澳門警方報案。

## 破案
澳門警方接獲報案後，成立了專案組調查。調查人員成功透過從譚打出的電話追蹤藏參地點，匪徒取款時，埋伏的警員因顧慮到譚的人身安危而不敢輕舉妄動，警方及後證實譚獲釋後就前往粵華廣場藏參地點當場拘捕了柯文溪，並在單位內搜出一支蘇製手槍、一支曲尺手槍及14發子彈。另3名涉案者亦相繼落網，300萬元贖金成功起回。 司法警察局於同日晚上召開記者會交代案情。

## 判刑
本案於2003年1月於澳門初級法院開審，柯文溪被裁定兩項綁架、勒索及搶劫罪名成立，共判囚24年。李建立則判監8年。至於劉雪響被裁定一項綁架、勒索、接贓及行使他人證件罪成，判監6年半。

## 類似案件
- 綁架華年達案，發生於本案前一年(2001年)，同樣引起澳門社會高度關注